# Aníbal Sánchez Fraile
Aníbal Sánchez Fraile (Robliza de Cojos, Salamanca, 1903 - Salamanca, 1971) fou un religiós, organista, compositor i folklorista espanyol.
Va rebre formació eclesiàstica al Seminari Pontifici de Salamanca. En 1925 mentre estudiava Teologia a la Universitat Pontifícia de Salamanca (UPSA) obtingué la plaça d'organista de la Catedral d'Astorga i fou nomenat professor de música del Seminari. El 1928, dos anys després de ser nomenat sacerdot, va guanyar l'oposició d'Organista de la Catedral de Salamanca. Aquest càrrec l'ocuparia durant prop de quaranta anys. El 1931 es va llicenciar en Teologia i el 1935 va fer la carrera oficial de música al Reial Conservatori de Madrid, amb estudis de solfeig, piano, armonia i composició. El mateix 1935 és nomenat professor d'Història de la Música i Estètica. El 1943 ja tenia a càrrec seu la direcció de l'anomenada "Masa Coral de Salamanca", una de les agrupacions artístiques més importants d'Espanya, formada per 150 executants, que es presentaren al Teatre Madrid per participar en un concurs nacional de folklore organitzat pel Ministeri corresponent. Després de doctorar-se el 1944 a la Universitat Pontifícia de Salamanca, el 1945 aconsegueix mitjançant oposició la Càtedra d'Història de la Música espanyola al Conservatori Nacional de Música de Madrid. Fou professor especial de música a l'Escola Normal de Mestres de Salamanca des de 1957 fins a 1967, any en què fou nomenat Catedràtic de Música d'aquesta Escola. El 1957 també és nomenat professor d'Harmonia. Va compondre nombroses composicions religioses i folklòriques. Destaca especialment l'obra "Nuevo Cancionero Salmantino" publicada el 1943.